# Carry On (Pat Green)
Carry On è un singolo del cantautore statunitense Pat Green, pubblicato il 15 settembre 2001 come primo estratto dal primo album in studio Three Days.